# 衡南“12·27”送读车车祸
衡南“12·27”送读车车祸，2010年12月27日7时40分，中国湖南省衡阳市衡南县松江镇因果村发生一起送读车车祸，造成14名小学生死亡，6人受伤。

## 事故经过
2010年12月27日7时40分，一辆经过改造的农用三轮摩托车从衡南县松江镇东塘村开往因果村，车上载有20名小学生，在驶至因果桥时，三轮车突然失控冲入小溪，造成14人死亡，6人受伤。三轮车司机陈宁西已被公安机关控制。
车祸发生时，三轮车距离目的地因果小学不到500米，由于因果桥地势较陡，司机陈宁西想冲上去，不料三轮车失控冲下小溪。由于三轮车被陈宁西改装，车厢后边加了门及闩，导致车祸发生后学生无法自救。

## 事故调查
12月28日，衡南县教育局局长等6名相关责任人被免职。28日，教育部要求湖南教育部门调查事故原因。
12月29日，肇事司机陈宁西被湖南省衡阳市检察院以涉嫌交通肇事罪批捕。

## 赔偿
14名死者的家属与衡南县人民政府签订赔偿协议，由于陈宁西暂无赔偿能力，由衡南县人民政府垫付，每位死者家属获得18.8万元赔偿金。

## 死伤者名单
| 年级   | 姓名                                                                           |
| ------ | ------------------------------------------------------------------------------ |
| 学前班 | 王元辉                                                                         |
| 一年级 | 李文强                                                                         |
| 二年级 | 李单、龙小森、王慧文、王云霞（王元辉姐姐）、王琴、何玉宏、谭世杰、王子骄、谭薇 |
| 四年级 | 谭斌兵、王亚军、王湘粤、王争、谭延银                                           |
| 五年级 | 何金伟、王元志（王子骄堂哥）、谭世荣                                           |
| 六年级 | 王磊                                                                           |

据悉，14名死亡儿童中，有11个留守儿童，他们的父母大多在广州打工。

## 内部链接
- 2011年甘肃正宁幼儿园校车车祸